# أبو كبشة مولى النبي محمد
أبو كبشة (المتوفي سنة 13 هـ) صحابي بدري، كان من موالي النبي محمد، وهو من مولدي أرض دوس، وقد هاجر وشهد مع النبي محمد المشاهد كلها، وتوفي في أول يوم من خلافة عمر بن الخطاب في 22 جمادى الآخرة 13 هـ.